# Veľký Studený potok
Der Veľký Studený potok (deutsch Großer Kohlbach, ungarisch Nagy-Tar-patak, polnisch Staroleśny Potok) ist ein Bach in der Nordslowakei und einer der Quellbäche des Studený potok (deutsch Kohlbach) in der Landschaft Zips (slowakisch Spiš).
Die Quelle des Bachs ist der See Ľadové pleso (deutsch Großkohlbachtaler Eissee) und er fließt auf einer Länge von ungefähr sechs Kilometer durch das Tal Veľká Studená dolina (deutsch Großes Kohlbachtal) zum Zusammenfluss mit dem orographisch linken Bach Malý Studený potok (deutsch Kleiner Kohlbach) zum Studený potok. Der Bach nimmt im Tal die rechten Zuflüsse Vareškový potok und Zbojnícky potok aus dem See Pusté pleso sowie kleinere Zuflüsse aus den Hängen des Slavkovský štít sowie linke Zuflüsse Sivý potok aus der Seegruppe Sivé plesá, Strelecký potok aus der Seegruppe Strelecké plesa und Studený potôčik auf.
Der deutsche Name leitet sich von der mittelalterlichen Bezeichnung des Bergs Prostredný hrot, Kahlberg, die dann auf die Täler, die beiden Quellbäche und den vereinigten Bach gingen. Im zipserdeutschen Dialekt wird Kahlbach als Kohlbach ausgesprochen. Der slowakische Name bedeutet wörtlich Großer Kalter Bach mit selbsterklärender Bedeutung, auch wenn unklar bleibt, ob der Name von der Kälte des Bachs oder des Tals abgeleitet worden ist. Der polnische Name weist hingegen auf die jahrhundertelange Zugehörigkeit zur Gemeinde Stará Lesná (deutsch Altwalddorf) hin.